# S 2 (väg)
| ს 2 |

S 2, egentligen ს 2 (georgiska: საქართველოს საავტომობილო მაგისტრალი, Sakartvelos saaktomobilo magistrali) är den andra vägen i det georgiska nationella vägsystemet "ს". Vägen startar i Senaki och Poti, och löper utmed svartahavskusten via Batumi och mot Sarpi vid den turkiska gränsen. 

## Galleri

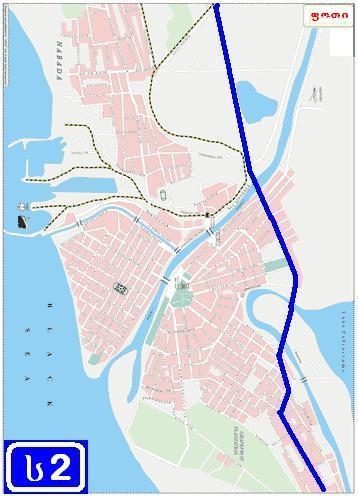
ს 2 i Poti
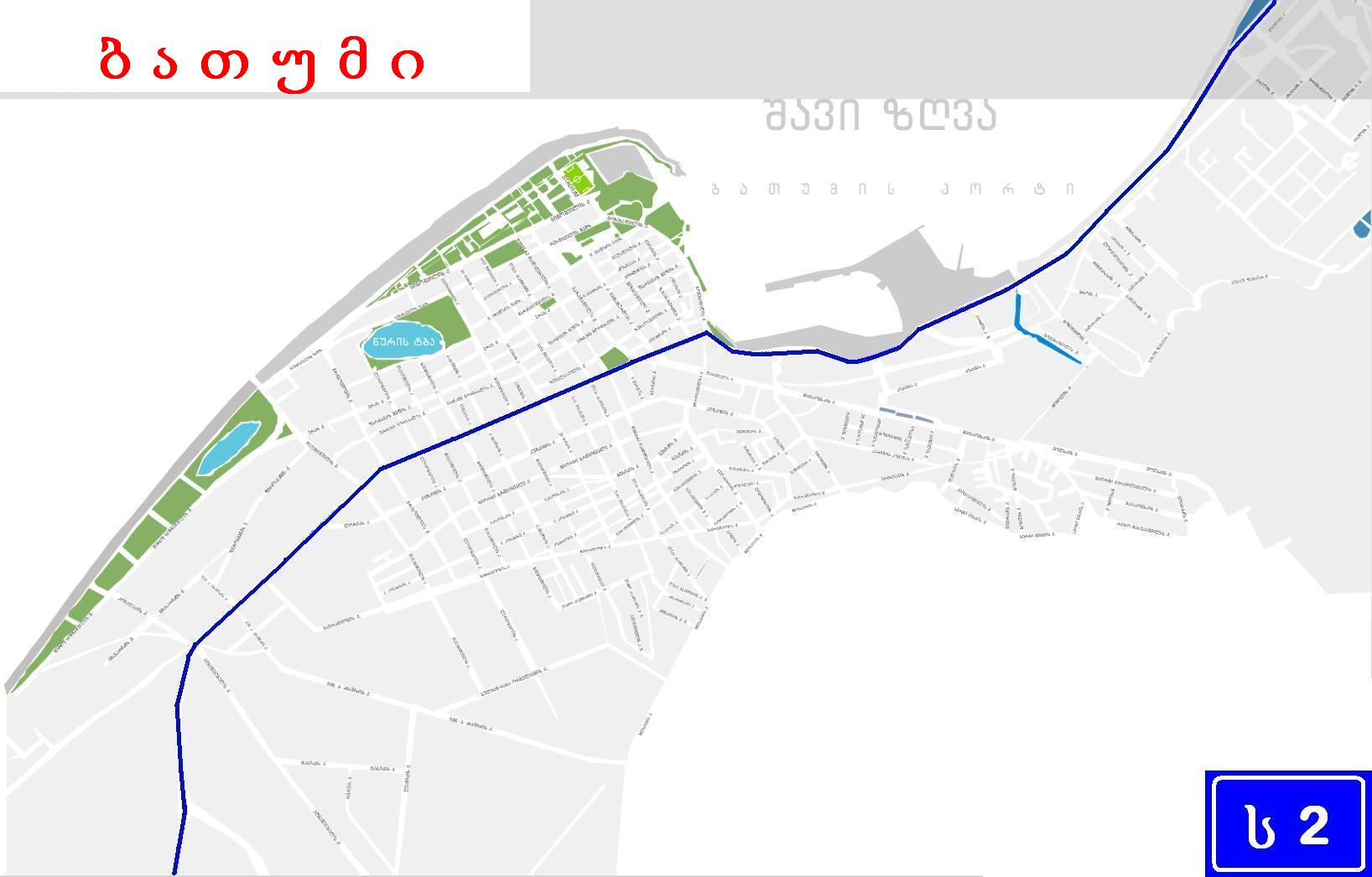
ს 2 i Batumi